# Rennellia microcephala
Rennellia microcephala är en måreväxtart som först beskrevs av Henry Nicholas Ridley, och fick sitt nu gällande namn av Khoon Meng Wong. Rennellia microcephala ingår i släktet Rennellia och familjen måreväxter. Inga underarter finns listade i Catalogue of Life.